# Mary de Rachewiltz
Mary de Rachewiltz (Bressanone, 9 luglio 1925) è una poetessa e saggista italiana.

## Biografia
Nata dalla relazione tra il poeta statunitense Ezra Pound e la violinista Olga Rudge, originaria dell'Ohio, inizialmente non viene riconosciuta dal padre ed è affidata a una famiglia di contadini tirolesi della Val Pusteria.
Poi, col sostegno dei genitori, viene mandata a studiare in un collegio di Firenze, che smette di frequentare nel 1941 a causa della mancanza di mezzi. Quindi va a vivere con la madre a Sant'Ambrogio, sopra a Rapallo.
Alla fine della guerra il padre fu arrestato da due partigiani con l'accusa di tradimento e consegnato agli statunitensi. Dopo un periodo di detenzione nel campo di prigionia di Arena Metato, in provincia di Pisa, venne trasferito in America, dove, dichiarato incapace di intendere, fu recluso al Saint Elizabeths Hospital, un manicomio criminale, in cui rimase per dodici anni. È qui che Mary e la madre lo visitano. Ezra Pound fu rilasciato nel 1958 grazie anche a una mobilitazione internazionale di intellettuali e scrittori, e visse per qualche tempo presso la figlia a Tirolo.
Dall'età di 14 anni il padre le affidò, come esercizio, alcune traduzioni di sue poesie e in seguito Mary ha tradotto con molto impegno alcune delle principali opere di Pound, pubblicando nel 1985 la traduzione integrale dei Cantos in italiano. Ha firmato inoltre importanti traduzioni italiane di poeti americani, come Robinson Jeffers, Edward Estlin Cummings, Ronald Duncan e Denise Levertov. Poetessa, è autrice di diverse raccolte, edite in Italia, Stati Uniti e altrove, e di un importante memoriale, Discrezioni. Storia di un'educazione (1973).
Nel 1946 sposa l'egittologo italo-russo Boris de Rachewiltz.
Vive a Castel Fontana, frazione di Tirolo, dove custodisce l'archivio paterno e mantiene contatti con artisti e studiosi che si occupano di Pound.
Negli ultimi anni è intervenuta più volte contro le strumentalizzazioni ideologiche della figura di Pound, prendendo le distanze da alcuni movimenti di estrema destra - segnatamente CasaPound - che si appropriano indebitamente della memoria del padre. Nel 2011 Mary de Rachewiltz intentò causa per "abuso del nome", presso il Tribunale di Roma, chiedendo che a CasaPound fosse ordinato di cambiare la denominazione. Dopo una lunga e aspra contesa giudiziaria, con sentenza del 30 maggio 2016, il giudice adito Daniela Bianchini ha respinto la richiesta attrice e sancito la legittimità di CasaPound all'utilizzo della propria denominazione.

## Opere

Mary de Rachewiltz al Premio Monselice 1986.

(bibliografia inizialmente tratta dalla compilazione in margine a Processo in Verso)
- Maschere tirolesi, collana "All'insegna del pesce d'oro", serie illustrata, n. 55, 1957
- 12 poesie con 12 incisioni di Silvano Scheiwiller, Milano, Scheiwiller, 1963
- Il diapason, Milano, Scheiwiller, 1965
- Di riflesso, Milano, Scheiwiller, 1966
- Discretions, Boston, Little, Brown; Londra, Faber & Faber, 1971 (edizione italiana, Discrezioni. Storia di un'educazione, Milano, Rusconi, 1973)
- Processo in Verso, Milano, Scheiwiller, 1973
- Gocce che contano (a cura di Luca Cesari), Rimini, Raffaelli, 1994
- Polittico. Poesie 1985-1995, Milano, Scheiwiller, 1996
- Whose World?: Selected Poems, Saint Andrews College Press, 1998
- For the Wrong Reason, New York, Edgewise, 2002
- Canzoniere, Rimini, Raffaelli, 2004
- Fifteen Poems, Selected and Edited by Ted Wojtasik, Saint Andrews College Press, 2015
- L'economia amorosa, Coup d'Idée Edizioni d'Arte di Enrica P. Dorna, 2018
- "Processo in verso. Tutte le poesie italiane", a cura di Massimo Bacigalupo, Bertoni Ed., 2024

### Curatele
- Junzaburō Nishiwaki, Gennaio a Kyoto, Milano, all'Insegna del Pesce d'Oro (Scheiwiller), 1959
- Mary de Rachewiltz, Dal Campofame di Robinson Jeffers (con disegni di Renato Guttuso), Bologna, Edizioni del Segnacolo, 1962
- A Catalogue of the poetry notebooks of Ezra Pound, con D. C. Gallup, D. Ross, Center for the Study of Ezra Pound and His Contemporaries, Yale University Press, 1980
- Elettra di Sofocle, versione di Ezra Pound e Rudd Fleming (a cura e trad. di Mary de Rachewiltz), Milano, Scheiwiller, 1992
- Lettere dalla Sicilia e due frammenti ritrovati, Edizioni del Girasole, 1998 (con Matteo Cullura)
- Small Boy. The Wisconsin Childhood of Homer Pound, di Homer Pound (1858-1942), padre di Pound, autore di una biografia della famiglia Pound, a cura di Alec Marsh e con una prefazione di Mary de Rachewiltz, Hailey, Idaho, The Ezra Pound Association, 2003
- Indiscrezioni o Une revue de deux mondes, a cura di Caterina Ricciardi con Nota per Indiscrezioni a cura di M. de Rachewiltz, Rimini, Raffaelli editore, 2004
- EP-EP: Ezra Pound-Enrico Pea, in Enrico Pea, Moscardino, Brooklyn, Archipelago Books, 2004

### Traduzioni
- Omaggio a Marienne Moore, Milano, Scheiwiller, 1964
- Poesie di E. E. Cummings, prefazione (Nonintroduzione, I-X) e traduzione a cura di Mary de Rachewiltz, 1974
- Ezra Pound, I Cantos, Milano, Mondadori, 1985, Premio Monselice per la traduzione.[4]